# Open Parc Auvergne-Rhône-Alpes Lyon
Открытый чемпионат Лиона по теннису среди мужчин (англ. Open Parc Auvergne-Rhône-Alpes Lyon, (также известен как ATP Lyon Open) — мужской международный профессиональный теннисный турнир, проходящий с 2017 года в Лионе (Франция) на открытых грунтовых кортах. Турнир относится к категории ATP 250 с призовым фондом в размере около 650 тысяч евро и турнирной сеткой, рассчитанной на 28 участников в одиночном разряде и 16 пар.

## Общая информация
Турнир появился в календаре Мирового тура ATP в 2017 году вместо турнира в Ницце. Он занял место в майской европейской части сезона, проводящейся на открытом воздухе и грунтовом покрытии за неделю до Открытого чемпионата Франции.
Победители турнира
За первые четыре розыгрыша ни кому из теннисистов не удалось дважды выиграть турнир. В 2022 году хорват Иван Додиг смог стать первым кому удалось выиграть турнир дважды в парном разряде. Французы на домашнем соревновании смогли выиграть три розыгрыша в одиночном разряде и два в парном разряде в смешанных по национальности парах.

## Финалы турнира
| Год  | Победитель                                     | Финалист                                       | Счёт                                           |
| ---- | ---------------------------------------------- | ---------------------------------------------- | ---------------------------------------------- |
| 2024 | Джованни Мпетши Перрикар                       | Томас Мартин Этчеверри                         | 6-4 1-6 7-6(7)                                 |
| 2023 | Артюр Фис                                      | Франсиско Серундоло                            | 6-3 7-5                                        |
| 2022 | Кэмерон Норри                                  | Алекс Молчан                                   | 6-3 6-7(3) 6-1                                 |
| 2021 | Стефанос Циципас                               | Кэмерон Норри                                  | 6-3 6-3                                        |
| 2020 | Отменён из-за пандемии коронавирусной инфекции | Отменён из-за пандемии коронавирусной инфекции | Отменён из-за пандемии коронавирусной инфекции |
| 2019 | Бенуа Пер                                      | Феликс Оже-Альяссим                            | 6-4 6-3                                        |
| 2018 | Доминик Тим                                    | Жиль Симон                                     | 3-6 7-6(2) 6-1                                 |
| 2017 | Жо-Вильфрид Тсонга                             | Томаш Бердых                                   | 7-6(2) 7-5                                     |

| Год  | Победители                                     | Финалисты                                      | Счёт                                           |
| ---- | ---------------------------------------------- | ---------------------------------------------- | ---------------------------------------------- |
| 2024 | Генри Паттен Харри Хелиёваара                  | Юки Бхамбри Альбано Оливетти                   | 3-6 7-6(4) [10-8]                              |
| 2023 | Раджив Рам Джо Солсбери                        | Николя Маю Матве Мидделкоп                     | 6-0 6-3                                        |
| 2022 | Иван Додиг (2) Остин Крайчек                   | Максимо Гонсалес Марсело Мело                  | 6-3 6-4                                        |
| 2021 | Юго Нис Тим Пютц                               | Николя Маю Пьер-Юг Эрбер                       | 6-4 5-7 [10-8]                                 |
| 2020 | Отменён из-за пандемии коронавирусной инфекции | Отменён из-за пандемии коронавирусной инфекции | Отменён из-за пандемии коронавирусной инфекции |
| 2019 | Иван Додиг Эдуар Роже-Васслен                  | Кен Скупски Нил Скупски                        | 6-4 6-3                                        |
| 2018 | Ник Кирьос Джек Сок                            | Роман Ебавый Матве Мидделкоп                   | 7-5 2-6 [11-9]                                 |
| 2017 | Андрес Мольтени Адиль Шамасдин                 | Маркус Даниэлл Марсело Демолинер               | 6-3 3-6 [10-5]                                 |